# Elfe Gerhart
Elfe Gerhart (10 de julio de 1919 - 9 de noviembre de 2007) fue una actriz y artista austriaca.

## Biografía
Nacida en Viena, Austria, su verdadero nombre era Elfriede Gerhart, aunque también fue conocida como Elfe Gerhart-Dahlke. Actriz cinematográfica y teatral, estuvo casada con el actor Paul Dahlke desde 1955 hasta la muerte de él en 1984.
Obtuvo su primer compromiso teatral en el Teatro Scala de Viena. Más adelante actuó con éxito en el Renaissancetheater, el Theater in der Josefstadt y el Kammerspielen, todas ellas salas de Viena. En Múnich actuó en el Staatstheater. También fue intérprete en el Festival de Salzburgo, actuando en la obra Jedermann.
Desde el año 1956 vivió con Paul Dahlke en una villa a orillas del lago Grundlsee. Allí escribió poemas y trabajó como ilustradora, publicando el resultado con el título Nimm Dir Zeit für den Andern. Elfe Gerhart falleció en Grundlsee, Austria, en el año 2007.

## Filmografía (selección)
- 1938 : Konzert in Tirol
- 1939 : Umwege zum Glück
- 1947 : Liebe nach Noten
- 1948 : Arlberg-Express
- 1949 : Geheimnisvolle Tiefe
- 1949 : Vagabunden der Liebe
- 1949 : Ein bezaubernder Schwindler
- 1951 : Eva im Frack
- 1952 : Wienerinnen
- 1958 : Alle Sünden dieser Erde
- 1959 : Der Fall Pinedus
- 1964 : Oberinspektor Marek (serie TV), episodio Einvernahme

## Escultura
- Die Last en el Jardín de Esculturas Tucherpark, en Múnich

## Premios
- Premio del Estado de Estiria